# Alexander Alexandrowitsch Kisseljow

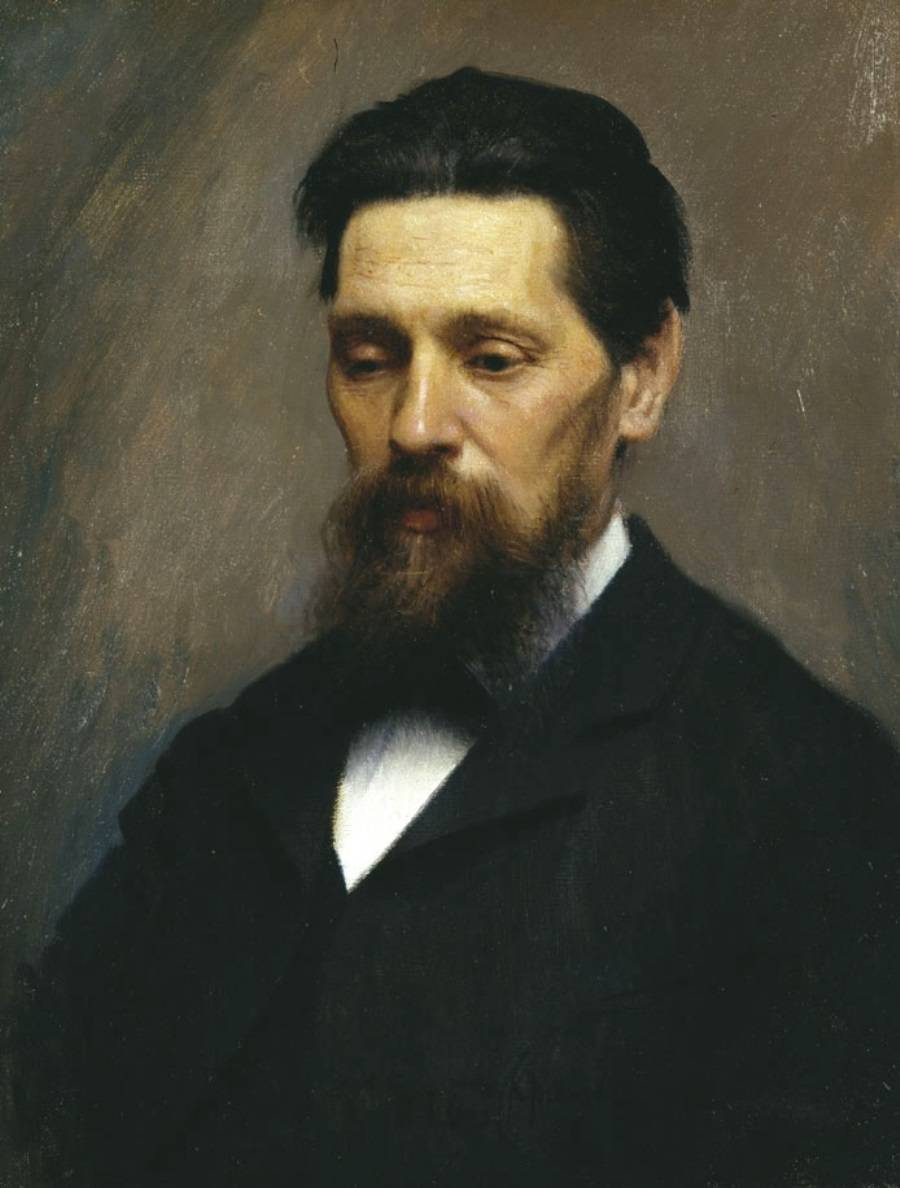
Alexander Alexandrowitsch Kisseljow (I. N. Kramskoi, 1883, Tretjakow-Galerie)

Alexander Alexandrowitsch Kisseljow (russisch Александр Александрович Киселёв; * 6. Junijul. / 18. Juni 1838greg. in Sveaborg; † 20. Januarjul. / 2. Februar 1911greg. in St. Petersburg) war ein russischer Maler und Hochschullehrer.

## Leben
Kisseljows Vater war Offizier der Kaiserlich Russischen Armee und kommandierte die Garnison in Sveaborg.
Kisseljow absolvierte als Enkel eines Vaterländischen Kriegsteilnehmers das Nowgoroder Kadettenkorps und ab 1852 das 2. St. Petersburger Kadettenkorps. Ohne Kadettenkorps-Abschluss begann er 1858 das Studium an der Kaiserlichen Universität St. Petersburg in der Historisch-Philologischen Fakultät. Nach der zeitweiligen Schließung der Universität wegen Studentenunruhen im Herbst 1861 wurde er Gasthörer der Kaiserlichen Akademie der Künste (IACh), worauf er dort 1862 als Student aufgenommen wurde. Ab 1863 studierte er bei Sokrat Worobjow. Für das Gemälde einer Landschaft im Gouvernement Nowgorod erhielt er von der Akademie die große Silbermedaille. 1864 wurde er Mitglied des von Wassili Maximow geleiteten Artels für gemeinsames Arbeiten und Leben der Künstler nach dem Beispiel des Artels Iwan Kramskois. Jedoch existierte Maximows Artel  nicht lange. 1865 schloss Kisseljow das Studium an der IACh als Klassischer Künstler der 3. Klasse ab.
Nach dem Studium ging Kisseljow bald nach Charkow und arbeitete als Sekretär der Bodenbank. Er heiratete und bekam drei Kinder. In seiner Freizeit malte er Landschaften.
1875 schickte Kisseljow sein Bild einer Landschaft in der Umgebung Charkows an die Genossenschaft der künstlerischen Wanderausstellungen der Peredwischniki, die das Bild für ihre Ausstellung annahmen und ihn im März 1876 einstimmig zum Mitglied der Genossenschaft wählten. 1877 zog er mit seiner Frau und inzwischen sieben Kindern nach Moskau. Er gab Zeichenunterricht an Mädchengymnasien und gab Privatzeichenstunden. 1879–1894 nahmen bei ihm Stunden Ilja Ostrouchow, Michail Mamontow, Marija Jakuntschikowa und ihre Schwester Natalja, Wassili Perepljottschikow, Nikolai Dossekin, Grigori Jarzew u. a. Kisseljow unterrichtete Iwan und Michail Morosow im Zeichnen und Malen in den 1880er Jahren. Ab 1878 führte Kisseljow ein detailliertes Tagebuch mit genauen Aufzeichnungen über die Ausstellungen in Moskau und St. Petersburg, die Zeichenabende bei Sawwa Mamontow und Wassili Polenow, die besuchten Aufführungen im Bolschoi-Theater und Maly-Theater und die Konzerte.
Kisseljow nahm regelmäßig an den jährlichen Ausstellungen der Peredwischniki teil. Häufig reiste er zu verschiedenen Orten und fertigte Studien für seine Bilder an, die unterschiedliche Landschaften zu unterschiedlichen Jahreszeiten in unterschiedlichen Stimmungen perfekt wiedergaben. Später malte er Landschaften im Kaukasus, mit denen er sehr erfolgreich war. Ilja Repin lobte die hohe Qualität der Kisseljowschen Landschaften.
Ab 1890 leitete Kisseljow die Kunstabteilung der Zeitschrift Artist als Nachfolger Leonid Pasternaks. Im selben Jahr wurde er von der IACh zum Akademiker ernannt. Den Sommer 1891 verbrachte Kisseljow mit seiner Familie auf dem Landgut Bogimowo bei Kaluga. Dort befreundete er sich mit Anton Tschechow, der sich dort auch aufhielt und die Erzählungen Das Duell und Weiber schrieb. 1893 wurde Kisseljow zum Vollmitglied der IACh gewählt.
1895 wurde Kisseljow zum Inspektor der Klassen der Kunsthochschule für Malerei, Bildhauerei und Architektur der IACh (nach der Oktoberrevolution WChUTEIN, jetzt Staatliches St. Petersburger Repin-Akademie-Institut für Malerei, Bildhauerei und Architektur) berufen, so dass er mit seiner Familie nach St. Petersburg umzog. 1897 wurde er dort als Nachfolger Archip Kuindschis Leiter des Landschaftsmalerei-Ateliers. Einer seiner Schüler war Alexander Gustav Hausch. 1906 gründete Kisseljow mit anderen den Nordkreis der Kunstliebhaber in Wologda, deren Mitglieder dank der Bekanntheit Kisseljows an IACh-Ausstellungen in St. Petersburg teilnehmen konnten. Auch organisierte Kisseljow in St. Petersburg die Ausstellungen der Gesellschaft der Sibirischen Peredwischniki. Auch war er an der Gestaltung des Inneren der Alexander-Newski-Kathedrale in Sofia beteiligt. Nikolai Sapunow war ein Schüler Kisseljows.
1902 hatte sich Kisseljow ein Haus in Tuapse am Schwarzen Meer bei Krasnodar gebaut, wo ihn schon früher die Schönheit der Landschaft begeisterte. Er malte insbesondere den Felsen am Kap Kadosch zwischen Tuapse und dem Dorf Agoi, der Kisseljow-Felsen genannt wird. Er starb plötzlich 1911 an seinem Schreibtisch durch einen Herzinfarkt. Sein Haus ist jetzt das Kisseljow-Museum.

## Werke

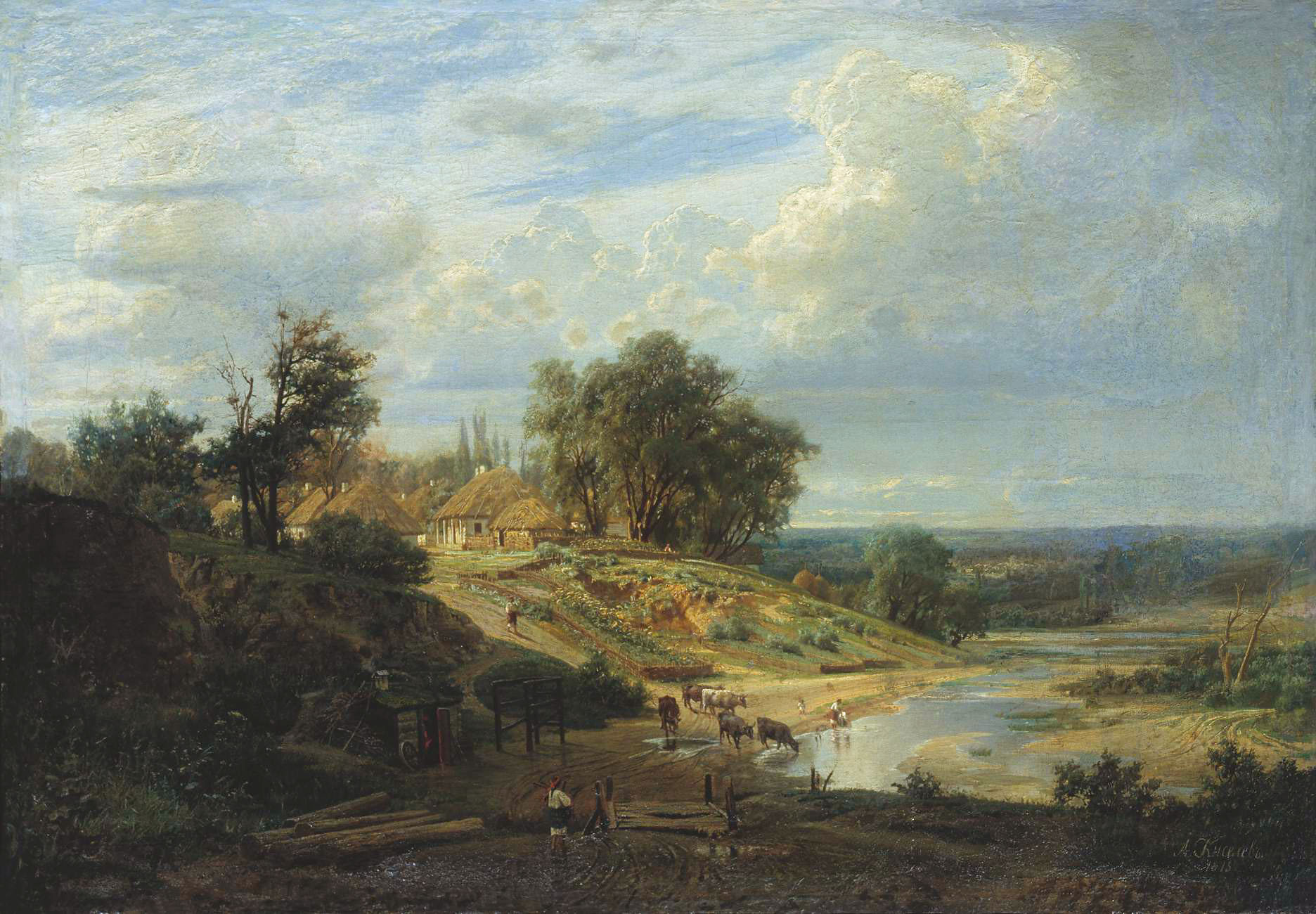
Landschaft in der Umgebung Charkows (1875)
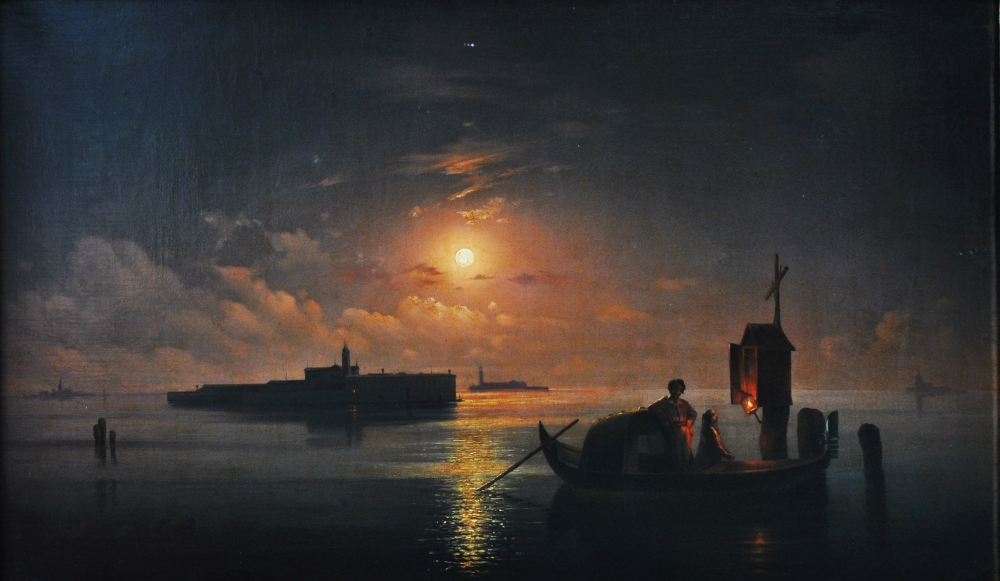
Nacht in Venedig (1887)
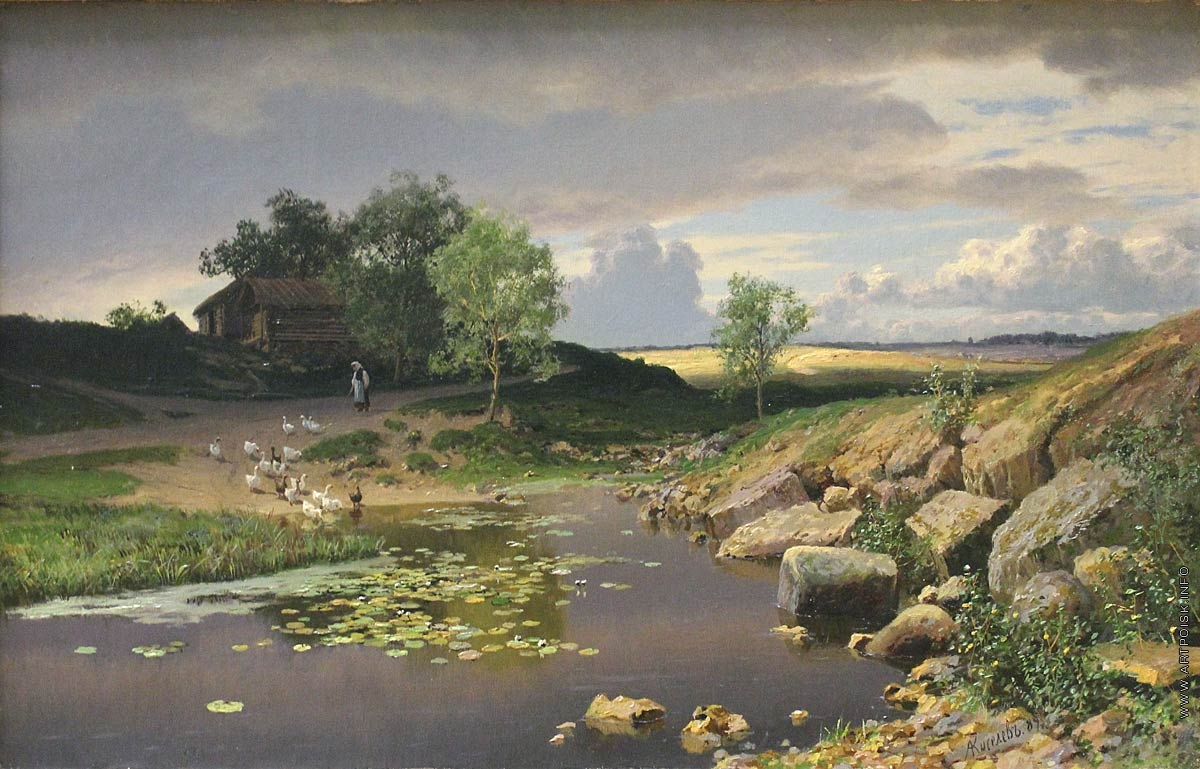
Landschaft mit Gänsen (1889)
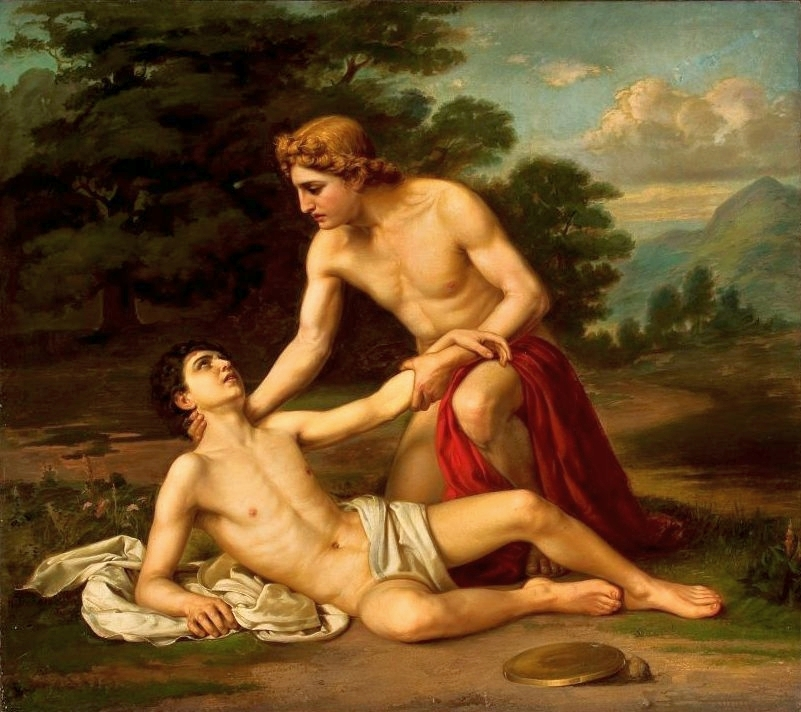
Tod des Hyakinthos (Nationalmuseum Warschau)
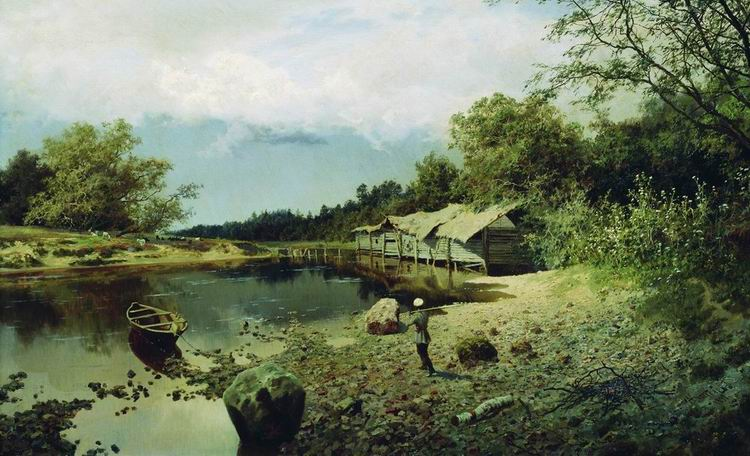
Vergessene Mühle (1891)
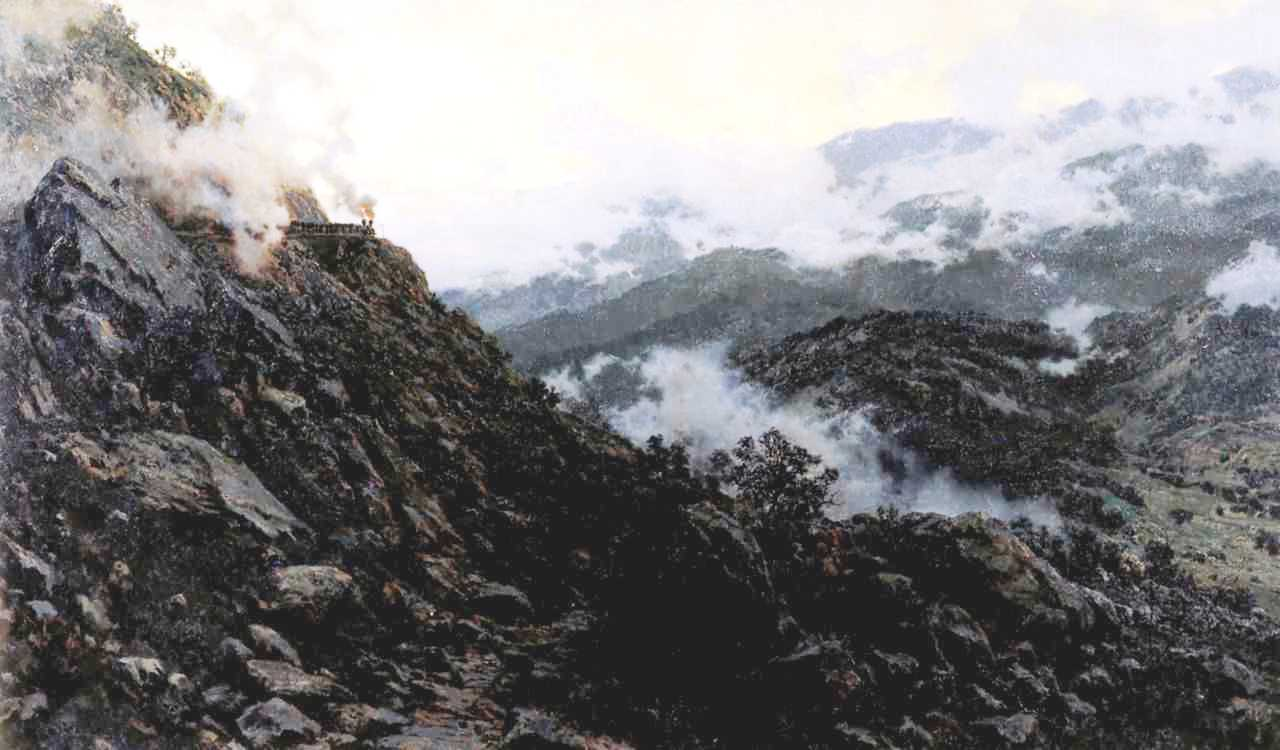
Suramipass (1891, Tretjakow-Galerie)
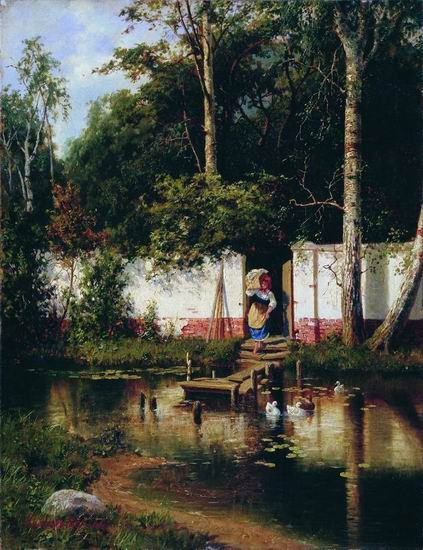
Teich (1892, Kunstmuseum Irkutsk)
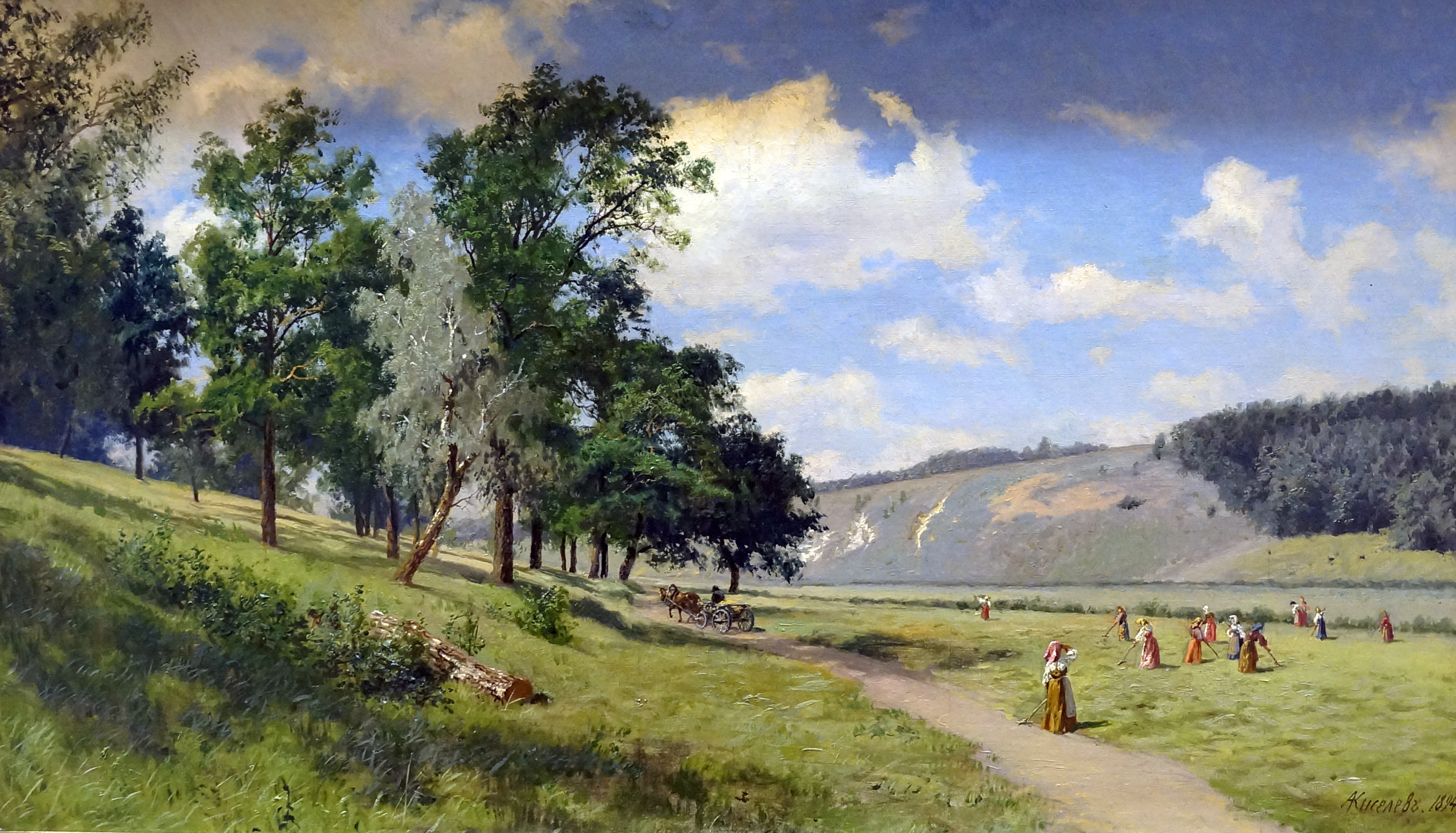
Heuernte (1894, Kunstmuseum Sotschi)
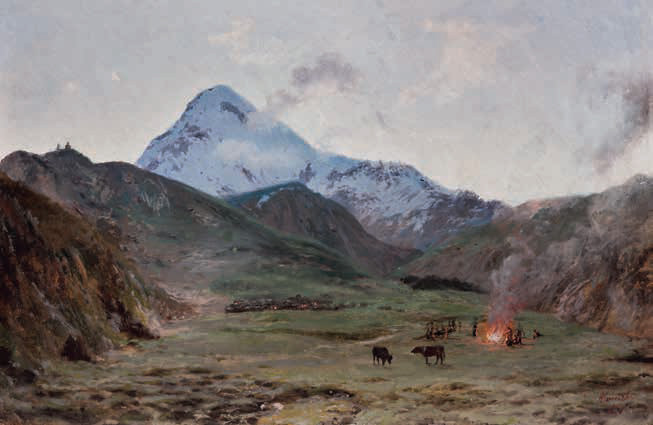
Abend am Kasbek (1897, Museum der Republik Tatarstan, Kasan)
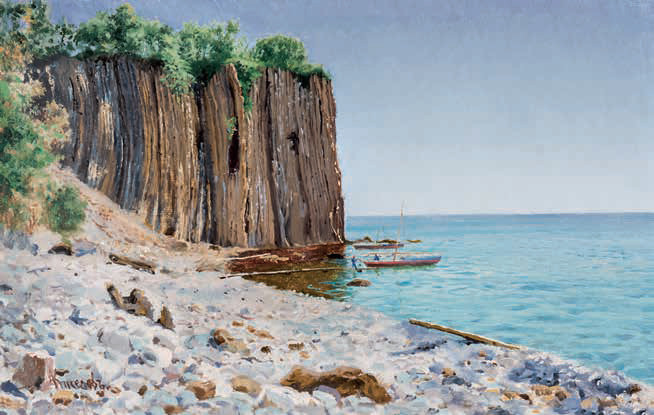
Küste (ca. 1900, Museum der Republik Tatarstan, Kasan)
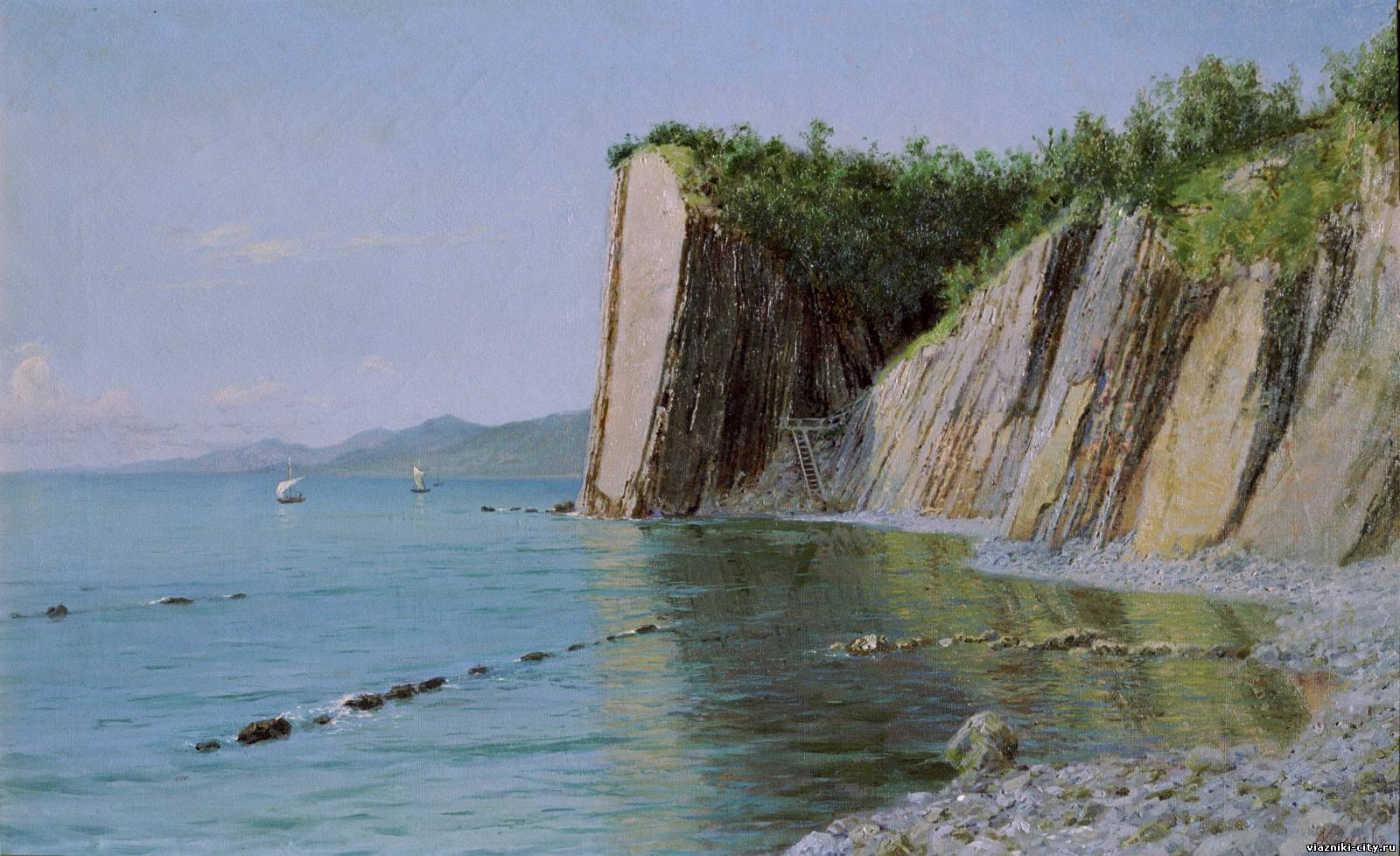
Kadosch-Felsen